# Раменское приборостроительное конструкторское бюро
Раменское приборостроительное конструкторское бюро (РПКБ) — российское проектно-конструкторское бюро, ведущий в России разработчик бортового радиоэлектронного оборудования для летательных аппаратов всех типов. Входит в состав Концерна «Радиоэлектронные технологии», в составе корпорации «Ростех».

## История
Предприятие было создано 24 февраля 1947 года приказом Министерства авиационной промышленности как «Опытно-конструкторское бюро-149» при Раменском приборостроительном заводе. В 1966 году оно было переименовано в Раменское приборостроительное конструкторское бюро (РПКБ), а в 1997 году ему присвоен статус Федерального научно-производственного центра (ФНПЦ РПКБ).
Первым директором, а также главным конструктором предприятия стал С. В. Зеленков. Задачей КБ стала разработка авиационных компасов, курсовых и пилотажно-навигационных директорных систем, различных типов электромеханических индикаторов. Разработанные авиационные компасы обеспечили высокую надёжность курса первых лёгких реактивных истребителей. На самолётах Ту-114 с установленной курсовой системой, разработанной в 1959 году, были совершены первые межконтинентальные беспосадочные перелёты Москва-Вашингтон-Москва, Москва-Пекин-Москва. Курсовая система истребителя КСИ была установлена на МиГ-21 и экспериментальном Е-152.
В 1960-х годах в КБ были созданы первые в СССР авиационные инерциальные системы навигации и навигационные комплексы и целое семейство курсовых систем и гироскопических курсовертикалей для сверхзвуковых самолётов. В 1957 году была открыта тема «автономная навигационная гироинерциальная система (АНИС)», результатом реализации которой стали первые опытные разработки бортовых инерциальных навигационных систем АНИС-2 и «Шар».
В 1970-е годы были разработаны новые поколения инерциальных систем и навигационных комплексов: курсовертикали ИКВ-80-4 («изделие 705-4») и электронного блока управления и связи БУС-3. Информация из ИКВ-80-4 выдавалась как в цифровой форме, так и в аналоговом виде; при этом обеспечивался режим работы без ограничений на углы манёвра самолёта. Отработка аппаратуры началась 4 марта 1980 года в Ахтубинске и по её результатам был разработан новый вариант аппаратуры — ИК-ВК-80-6 («изд. 705-6»). Однако его внедрение в серию сильно затянулось, в результате чего первые серийные самолёты Су-27 комплектовались аппаратурой ИК-ВК-80-4.
С 1980 по 1991 годы руководителем и Главным конструктором РПКБ был В. С. Магнусов. В это время была завершена работа по созданию первой в отечественном приборостроении корреляционно-экстремальной системы навигации с использованием физических полей Земли, (аналог TERCOM), которая была установлена на Х-90. Также были разработаны несколько поколений унифицированных систем навигации одновременно для Су-27, МиГ-29, вертолётов, ракет авиационного и морского применения.

## Постсоветский период
В 1990-е годах под руководством нового генерального конструктора Г. И. Джанджгавы были решены задачи создания сложных многоуровневых комплексов бортового радиоэлектронного оборудования на базе магистрально-модульного принципа и открытой архитектуры для новых и модернизируемых военных самолётов и вертолётов. Благодаря этим разработкам была успешно проведена глубокая модернизация самолётов «Су» (Су-30МКИ для ВВС Индии) и «МиГ»; разработаны комплексы  для вертолётов Ми-28 и Ка-52. Комплексы КБ позволили сократить до двух человек экипаж Ми-26Т2(На вертолёте были установлены многофункциональные дисплеи вместо стандартных аналоговых приборов); также были модернизированы транспортно-боевые Ми-24. Очень точная навигационная система была разработана для палубного вертолёта Ка-31 по заказу ВМС Индии.
В 1997 году на базе РПКБ был создан Научно-производственный центр «Технокомплекс». В кооперации с предприятиями «Технокомплекса» были разработаны многофункциональные комплексы бортового радиоэлектронного оборудования для ВВС Индии, Китая, Малайзии, Индонезии, Алжира, Венесуэлы и других стран.
В первое десятилетие XXI века в РПКБ была создана перспективная, конкурентоспособная на мировом рынке высокоинтеллектуальная авионика для разрабатываемых и модернизируемых боевых самолётов и вертолётов; реализована концепция «стеклянной кабины», в рамках которой были разработаны «умные» цветные многофункциональные жидкокристаллические индикаторы и пульты управления, образующие единое информационно-управляющее поле летательного аппарата. Разработанные РПКБ ЖК-индикаторы с перепрограммируемым генератором символов позволяют выводить на экран различную информацию — от состояния различных систем до трёхмерной карты местности.
С декабря 2010 года Генеральный директор — П. Д. Лыткин; а Г. И. Джанджгава — Президент ОАО «РПКБ» и Генеральный конструктор (до 2021 года).
В настоящее время ОАО «РПКБ» представляет собой группу компаний, в состав которой входят АО «Инерциальные Технологии «Технокомплекса» (АО «ИТТ»), PC «АЛЬЯНС» - совместное предприятие с французской компанией Sagem Defence Security, ЗАО «Конструкторское бюро «Технотроник» и ряд других компаний.
С июня 2015 года по август 2018 года предприятием руководил Д. М. Бренерман. С августа 2018 года по август 2019 года предприятием руководил С. В. Раковец. С 7 августа 2019 года предприятием руководит А. Г. Берг.
Из-за вторжения России на Украину предприятие находится под санкциями всех стран Евросоюза, США, Украины, Канады и Японии.

## Награды
- Орден Трудового Красного Знамени (1983) — за созданию первой отечественной корреляционно-экстремальной системы навигации с использованием физических полей Земли
- Национальная премия «Золотая идея» (2004[8], 2023[9])